# Primauguet (tàu tuần dương Pháp) (1924)
Primauguet là một tàu tuần dương hạng nhẹ của Hải quân Pháp thuộc lớp Duguay-Trouin, được chế tạo sau Chiến tranh Thế giới thứ nhất và bị phá hủy bởi hỏa lực pháo từ chiếc thiết giáp hạm Massachusetts của Hải quân Hoa Kỳ. Nó được đặt tên theo vị thuyền trưởng người Breton vào Thế kỷ 15 Hervé de Portzmoguer, vốn có biệt danh "Primauguet".
Primauguet được đưa ra hoạt động vào tháng 4 năm 1927, và lập tức thực hiện một chuyến đi vòng quanh thế giới kéo dài bảy tháng, quay trở về vào giữa tháng 12. Nhịp điệu những chuyến đi kéo dài được duy trì cho đến tháng 4 năm 1932, khi nó đặt căn cứ tại Viễn Đông cho đến một đợt tái trang bị vào tháng 1 năm 1936. Vị trí tại Viễn Đông được tiếp nối vào tháng 11 năm 1937 cho đến khi nó được thay phiên bởi chiếc tàu tuần dương Suffren và quay trở về Pháp.
Trong những tháng đầu tiên của Chiến tranh Thế giới thứ hai, Primauguet tiến hành tuần tra tại Đại Tây Dương, hộ tống các đoàn tàu vận tải và truy lùng tàu bè của phe Trục. Ngày 1 tháng 4 năm 1940, nó lên đường đi Fort-de-France thuộc Tây Ấn để thay phiên cho chiếc tàu tuần dương Jeanne d'Arc. Nó hoạt động tại vùng biển Tây Ấn thuộc Hà Lan, ngăn chặn các tàu buôn địch. Vào ngày 6 tháng 5 năm 1940, dưới quyền chỉ huy của Đại tá Hải quân Pierre Goybet, Primauguet thay phiên cho chiếc HMS Dundee ngoài khơi Aruba, và sau khi Hà Lan đầu hàng, nó cho đổ bộ lực lượng nhằm kiểm soát các cơ sở lọc dầu. Primauguet quay trở về Dakar vào ngày 12 tháng 6 năm 1940, sau khi Pháp đầu hàng.
Primauguet tiếp tục ở lại cùng với lực lượng của phe Pháp Vichy vào năm 1940. Nó chuyển một phần lượng vàng dự trữ của Ngân hàng Pháp Quốc sang Châu Phi. Primauguet đã có mặt tại Dakar vào tháng 7 năm 1940 khi Hải quân Hoàng gia Anh tấn công Hạm đội Pháp tại Mers-el-Kebir.
Nó được gửi đi hộ tống một tàu dầu nhằm hỗ trợ cho ba chiếc tàu tuần dương thuộc lớp La Galissonniere của Hải đội 4; chúng đang hoạt động tại Libreville ở Phi Châu Xích đạo đối phó với hoạt động của phe Pháp Tự do. Tại vịnh Benin, lực lượng Pháp bị các tàu tuần dương Anh Cornwall và Delhi ngăn chặn. Sau khi thương lượng, Primauguet được lệnh quay trở lại Casablanca bởi Đô đốc Bourague bên trên chiếc tàu tuần dương Georges Leygues.
Ngày 8 tháng 11 năm 1942 tại Casablanca, nó đang được tái trang bị và không hoàn toàn sẵn sàng chiến đấu khi bị hỏa lực pháo từ chiếc thiết giáp hạm Massachusetts của Hải quân Hoa Kỳ nhắm bắn, nhưng dù sao nó cũng đã bắn trả. Chiếc tàu tuần dương hoàn toàn bị áp đảo và bị hư hại nặng, chịu tổn thất với 45 thành viên thủy thủ đoàn thiệt mạng và hơn 200 người bị thương trong trận Hải chiến Casablanca. Nó cháy suốt đêm và bị mắc cạn tại vùng biển nông, xác tàu đắm của nó đã bị bỏ lại.